# Gutenberg-Bibel

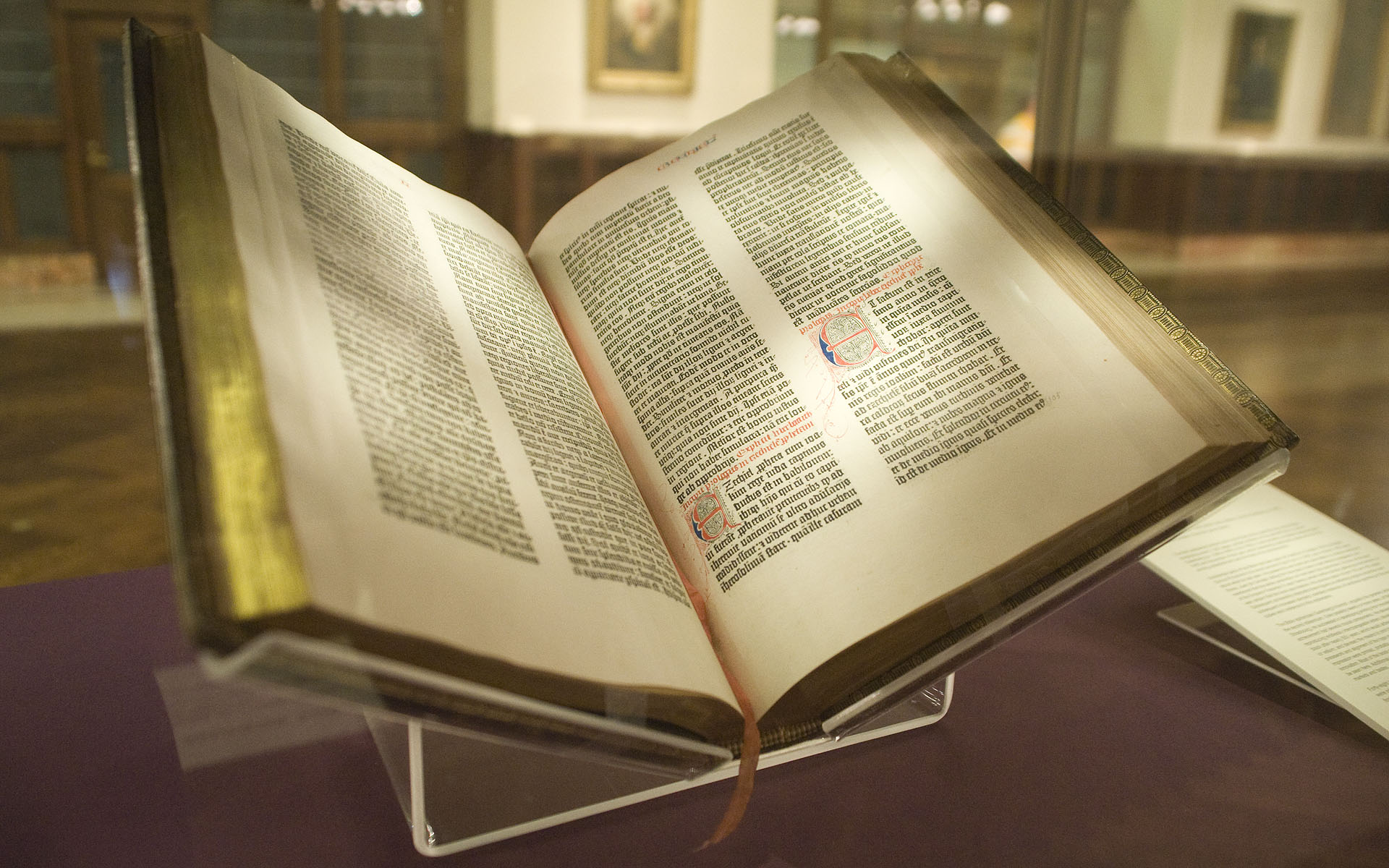
Gutenberg-Bibel der New York Public Library

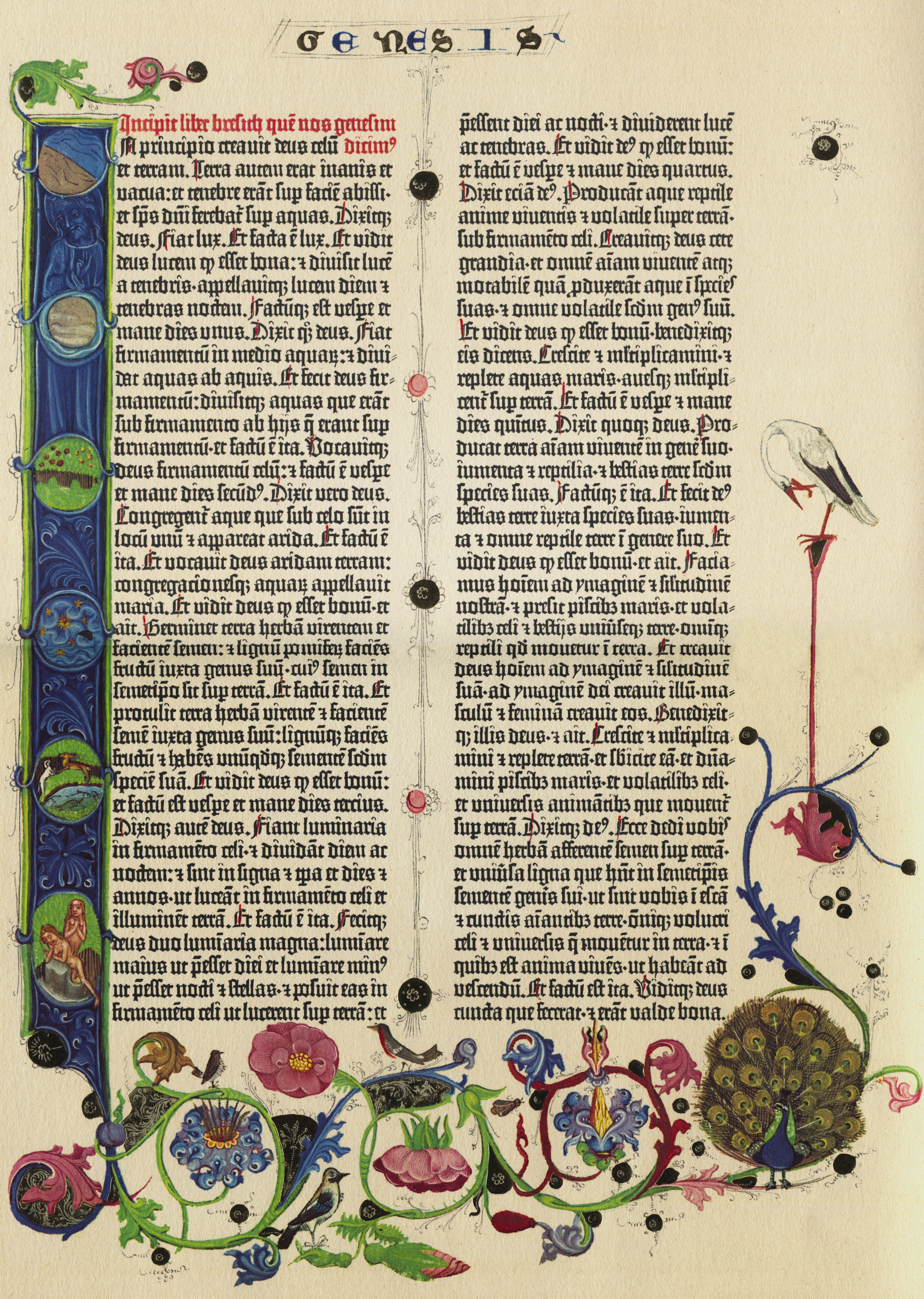
Anfang des Buchs Genesis in der Gutenberg-Bibel der Staatsbibliothek Berlin

Die Gutenberg-Bibel, wegen der Anzahl von 42 Zeilen pro Seite auch „B42“ oder „B-42“ genannt, ist das erste mit beweglichen Lettern gedruckte Buch der westlichen Welt. Die lateinische Bibel entstand zwischen 1452 und 1454 in der Druckerwerkstatt von Johannes Gutenberg in Mainz. Mit Hilfe des Angestellten Peter Schöffer, des Geldgebers Johannes Fust und etwa 20 weiterer Mitarbeiter entstanden ca. 180 Exemplare. Neben den ca. 150 auf Papier gedruckten Bibeln gab es etwa 30 Ausgaben auf Pergament. Die Gestaltung der Schrifttypen und des Drucks hält sich sehr eng an das Erscheinungsbild zeitgenössischer Handschriften.
Aufgrund ihrer historischen Bedeutung und ästhetischen Qualität gilt die 42-zeilige Bibel als das wichtigste und wertvollste Buch der Druckgeschichte. Das Exemplar in der Niedersächsischen Staats- und Universitätsbibliothek Göttingen wurde 2001 von der UNESCO in die Liste des Weltdokumentenerbes aufgenommen.

## Beschreibung

### Bände

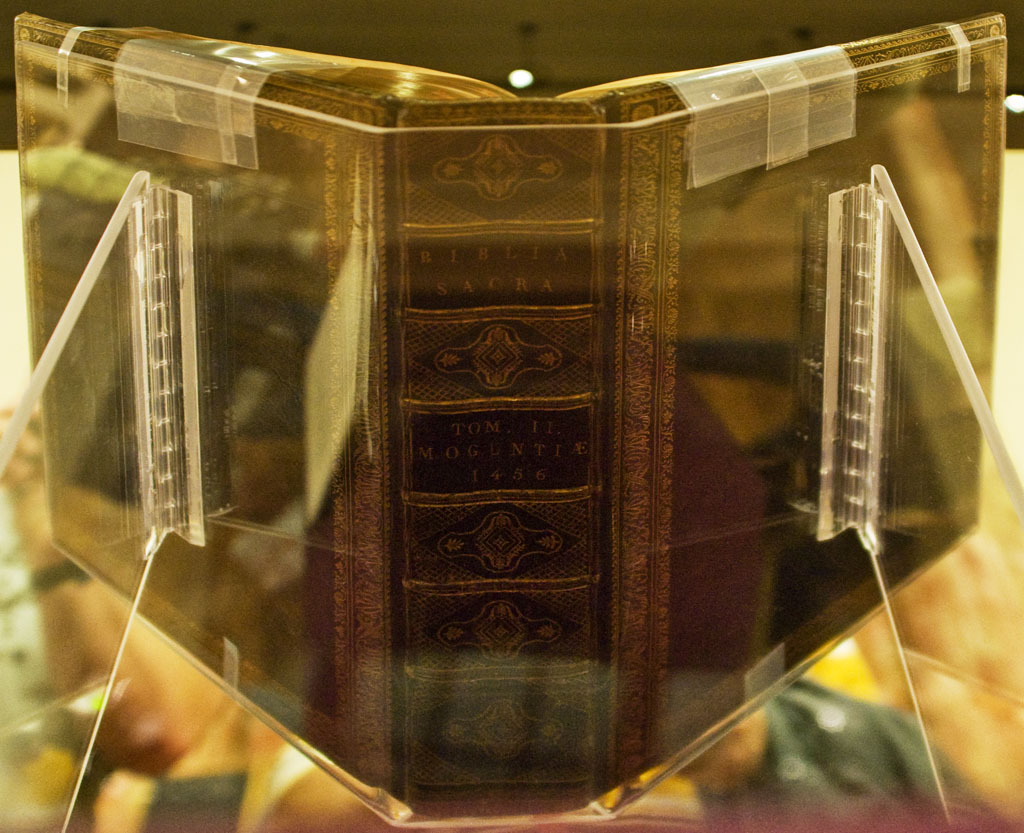
Einband der Gutenberg-Bibel in der New York Public Library

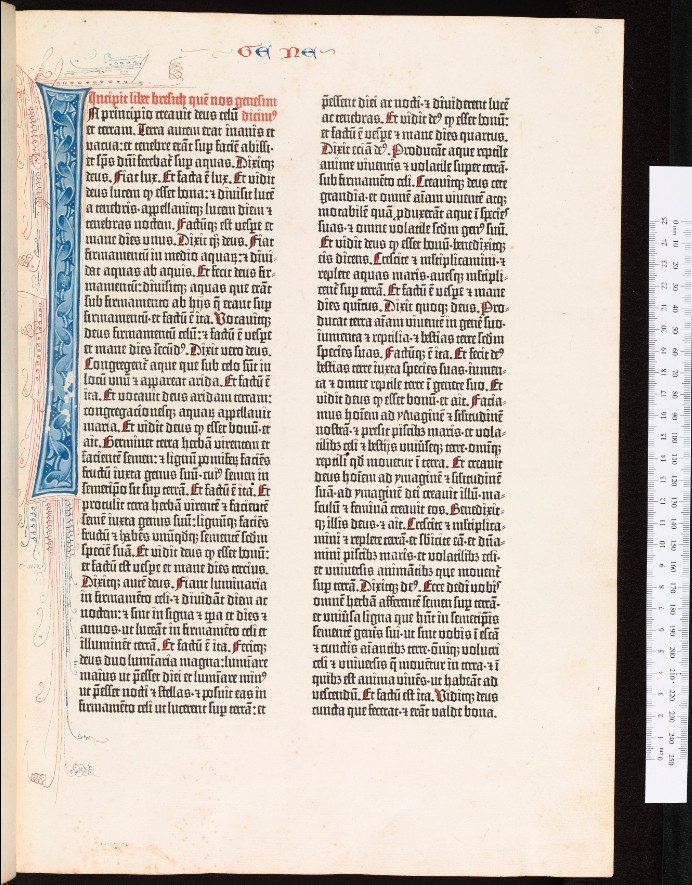
Genesis 1 im sparsam illustrierten Exemplar der Bodleian Library

Der Druck besteht aus zwei Bänden im Folio-Format. Der erste Band umfasst 648 Seiten, der zweite 634 Seiten. Der erste Band enthält den ersten Teil des Alten Testaments, der zweite Band hauptsächlich die Propheten des Alten Testaments und das Neue Testament. Eine Ausnahme bildet das Exemplar der Library of Congress in Washington, das in drei Bänden gebunden ist.

### Text
Als Vorlage für den Satz diente eine Handschrift der Vulgata, der auf Hieronymus zurückgehenden Übersetzung des Bibeltexts ins Lateinische, die zur Zeit Gutenbergs der Standardtext der lateinischen Bibel war.

### Schrift
Der Satzspiegel hat eine Größe von etwa 19,5 × 29 Zentimetern und besteht aus zwei Spalten (Kolumnen). Jede Kolumne enthält 42 Zeilen, die im Gesamtbild einen gleichmäßigen Blocksatz ergeben.
Als Schriftart wählte Gutenberg die Textura, eine Variation der gotischen Minuskel, die traditionell für Bibelhandschriften und  liturgische Bücher verwendet wurde. Um einen gleichmäßigen Randausgleich zu erzielen, verwendete Gutenberg eine Vielzahl unterschiedlicher Letternformen, Ligaturen und Abkürzungszeichen. Insgesamt setzt sich der Text aus 290 Typenvariationen zusammen: 47 Großbuchstaben, 63 Kleinbuchstaben, 92 Abkürzungszeichen, 83 Ligaturen und 5 Interpunktionszeichen.

### Besonderheiten in Satz und Druck
Auf den Seiten 1 bis 9 und 257 bis 263 bestehen die Kolumnen nur aus 40 Zeilen, auf Seite 10 aus 41 Zeilen. Die übrigen Seiten, sofern es sich nicht um Kapitelenden handelt, wurden durchgehend mit 42 Zeilen gesetzt. Der Satzspiegel blieb allerdings unverändert, es wurde lediglich der Zeilenabstand (Durchschuss) verringert. Dies führte sicherlich zu einer Einsparung von Papier bzw. Pergament und somit zu einer Kostenvergünstigung.
Eine weitere Unregelmäßigkeit findet sich auf den Seiten 1, 7, 9, 257 und 258. Gutenberg versuchte, die roten Auszeichnungen ebenfalls in das Druckverfahren einzufügen. Dafür wurden zuerst die schwarzen Lettern gedruckt und in einem zweiten Arbeitsschritt die farbigen eingefügt. Das Ergebnis schien der gewünschten Optik allerdings nicht gerecht zu werden oder der Arbeitsaufwand wurde für zu hoch gehalten. Der Rotdruck wurde wieder eingestellt. Die genannten Abweichungen könnten ein Hinweis darauf sein, dass Gutenberg, noch während des Herstellungsprozesses der Bibel, an seinen Entwicklungen feilte und versuchte, Verbesserungen zu erreichen.

## Herstellung

### Mitarbeiter

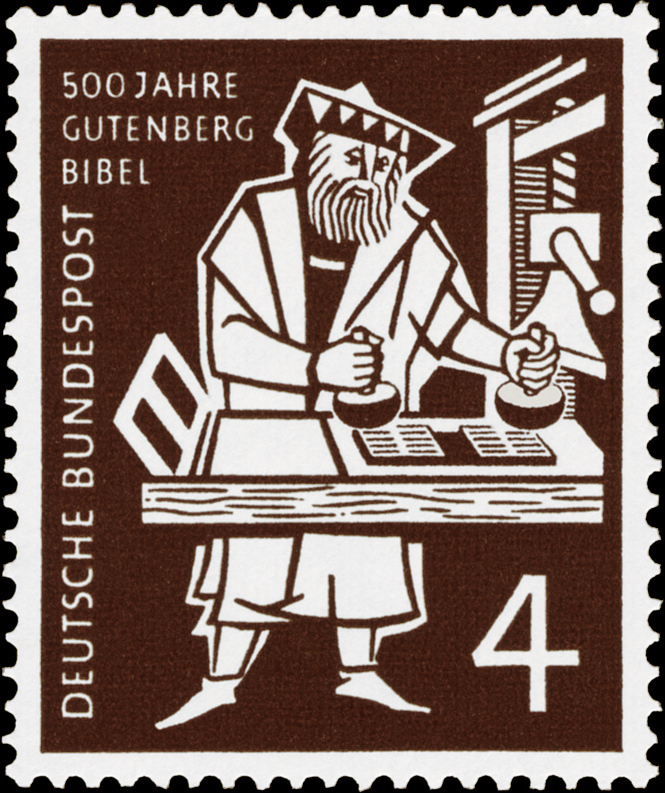
Westdeutsche Briefmarke (1954) zum 500-jährigen Jubiläum der Gutenberg-Bibel

Über Entstehung und Herstellung der B42 gibt es keine gesicherten historischen Quellen. Um den Bibeldruck rekonstruieren zu können, führte die Forschung mehrere Untersuchungen an den erhaltenen Exemplaren durch. Neben Druckfarben- und Papieranalysen verglich sie die Exemplare genauestens miteinander. Daraus ergeben sich die Vermutungen, dass zu Beginn vier, später sechs Setzer an der Satzherstellung arbeiteten und auf zwei Pressen parallel gedruckt wurde.

### Rubrizierung und Illustration
Auszeichnungen im Text entstanden im Anschluss an den Druck. Sie waren Aufgabengebiet des Rubrikators. Dieser erhielt neben dem Bibelexemplar eine tabula rubricarum, in der alle gewünschten Auszeichnungen aufgelistet waren. Farbige Zeichnungen und Initialen wurden ebenfalls nach dem Druck individuell von Hand eingefügt. Diese Aufgabe übernahmen Illustratoren. Teilweise arbeiteten diese im Auftrag des Druckers, teilweise im Auftrag des Käufers. In der B42 finden sich keine Bilder auf Einzelseiten. Ausgeschmückt, meist durch Blumen- und Blätterranken, sind die freien Flächen um das Textfeld. Dadurch ist jede Ausgabe der Bibel ein Unikat.

### Zeitaufwand
Für den kompletten Prozess von der Typenherstellung bis zu den ausgedruckten Seiten wird ein Zeitraum von zwei Jahren berechnet. Hinzu kommt die benötigte Zeit für Rubrizierung, Illuminierung, Bindung und Einbandgestaltung, welche externe Werkstätten übernahmen. Einen ähnlichen Zeitrahmen umfasste die Abschrift eines Bibelexemplars im Skriptorium. Gutenberg stellte mit Hilfe seiner Entwicklung des Drucks mit beweglichen Metall-Lettern in dieser Zeit um die 180 Exemplare her.

### Erscheinungstermin und Auflagenhöhe
Es gibt zwei Quellen, die Rückschlüsse auf Erscheinen und Auflagenhöhe der B42 zulassen. Zum einen ein handschriftlicher Vermerk im Papierexemplar der Bibliothèque Nationale in Paris, wonach Einband und Illumination im August 1456 fertiggestellt waren. Zu diesem Zeitpunkt musste der Druck also abgeschlossen sein.
Das zweite Dokument ist ein Brief von Enea Silvio Piccolomini (später Papst Pius II.), datiert auf den 12. März 1455. Dieser berichtete dem Empfänger Kardinal Juan Carvajal von einem Besuch in Frankfurt am Main. Bei dem Besuch traf er einen „erstaunlichen Mann“, der Bibelseiten „in höchst sauberer und korrekter Schrift ausgeführt, nirgendwo nachgemacht“ präsentierte. Piccolomini berichtete weiter, dass die Bibeln bereits vor ihrer Vollendung verkauft gewesen seien und er von 158 und 180 fertigen Büchern gehört hätte. Wenn er hier, wie in der Forschung vermutet, von Johannes Gutenberg und der B42 spricht, war der Bibeldruck vor Anfang 1455 vollendet. Die unterschiedlichen Zahlenangaben Piccolominis werden mit einer Änderung der Auflagenhöhe in der Druckphase erklärt. Unterstützt wird dieses Argument von der Tatsache, dass in einigen erhaltenen Exemplaren die 40-zeiligen Seiten durch neugesetzte 42-zeilige ersetzt wurden.

## Exemplare heute
Die Münchner Bibliothekarin Ilona Hubay legte 1979 ein Verzeichnis aller existierenden Exemplare der 42-zeiligen Gutenbergbibel vor: Die bekannten Exemplare der zweiundvierzigzeiligen Bibel und ihre Besitzer, das sie erstmals im Kommentarband zur Faksimile-Ausgabe des Berliner Exemplars veröffentlichte. Sie identifizierte 47 Stücke und ihre Besitzer. Seit der Veröffentlichung des Hubay-Verzeichnisses wurden zwei weitere Exemplare identifiziert, so dass heute von der Gutenberg-Bibel weltweit noch 49 bekannte Exemplare existieren. Diese sind teilweise nur noch einbändig oder in Fragmenten erhalten.
| Land               | Besitzer                                                               | Hubay-Zahl | Umfang  | Material  | Anmerkungen, Digitalisate |
| ------------------ | ---------------------------------------------------------------------- | ---------- | ------- | --------- | --- |
| Belgien (1)        | Bibliothèque municipale, Mons                                          | 1          | 1. Band | Papier    | Unvollständig. Digitalisat |
| Dänemark (1)       | Dänische Königliche Bibliothek, Kopenhagen                             | 13         | 2. Band | Papier    | |
| Deutschland (13)   | Hofbibliothek Aschaffenburg                                            | 7          | 2 Bände | Papier    | Digitalisat |
| Deutschland (13)   | Staatsbibliothek zu Berlin                                             | 3          | 2 Bände | Pergament | Digitalisat |
| Deutschland (13)   | Universitätsbibliothek Johann Christian Senckenberg, Frankfurt am Main | 6          | 2 Bände | Papier    | Digitalisat |
| Deutschland (13)   | Hochschul- und Landesbibliothek Fulda                                  | 4          | 1. Band | Pergament | |
| Deutschland (13)   | Niedersächsische Staats- und Universitätsbibliothek Göttingen          | 2          | 2 Bände | Pergament | Digitalisat mit vielen Zusatzinformationen |
| Deutschland (13)   | Universitätsbibliothek Kassel                                          | 12         | 1. Band | Papier    | Immenhäuser Gutenberg-Bibel |
| Deutschland (13)   | Universitätsbibliothek Leipzig                                         | 14         | 4 Bände | Pergament | |
| Deutschland (13)   | Gutenberg-Museum Mainz                                                 | 8          | 2 Bände | Papier    | Digitalisate Mainz, hier GM-Ink 129, 1 (Band 1) und GM-Ink 129, 2 (Band 2) |
| Deutschland (13)   | Gutenberg-Museum Mainz                                                 | 9          | 2. Band | Papier    | Digitalisate Mainz, hier GM-Ink 130, 2 |
| Deutschland (13)   | Bayerische Staatsbibliothek, München                                   | 5          | 2 Bände | Papier    | Digitalisat, Digitalisat |
| Deutschland (13)   | Schloss Gottorf, Schleswig                                             | 47         | 1. Band | Papier    | Fragment auf Papier aus der Marienkirche (Rendsburg) |
| Deutschland (13)   | Württembergische Landesbibliothek, Stuttgart                           | 10         | 2 Bände | Papier    | Bis auf eine Seite vollständiges Exemplar. Bei der Herstellung wurde versehentlich die Seite mit dem neutestamentlichen Philemonbrief doppelt gedruckt, dafür entfiel ein Abschnitt aus dem Kolosserbrief. Digitalisat Provenienz: Die Bibel war um 1600 in Offenburg beheimatet. Darauf weist ein Schriftzug auf der ersten Seite hin. Des Weiteren haben sich in vielen Initialen des Buches zwischen 1594 und 1613 verschiedene „Choralisten“ eingetragen, darunter 1594 ein „Stadler, Georg aus Überlingen“. Als Offenburg 1689 von den Franzosen zerstört und geplündert wurde, gelangte die Bibel wohl über Frankreich nach England, dann nach New York. 1978 Ersteigerung durch das Land Baden-Württemberg. |
| Deutschland (13)   | Stadtbibliothek Trier                                                  | 11         | 1. Band | Papier    | [ 11 ] |
| Frankreich (4)     | Bibliothèque Nationale, Paris                                          | 15         | 2 Bände | Pergament | |
| Frankreich (4)     | Bibliothèque Nationale, Paris                                          | 17         | 2 Bände | Papier    | |
| Frankreich (4)     | Bibliothèque Mazarine, Paris                                           | 16         | 2 Bände | Papier    | |
| Frankreich (4)     | Bibliothèque Municipale, Saint-Omer                                    | 18         | 1. Band | Papier    | |
| Großbritannien (8) | Universitätsbibliothek Cambridge                                       | 22         | 2 Bände | Papier    | |
| Großbritannien (8) | National Library of Scotland, Edinburgh                                | 26         | 2 Bände | Papier    | Digitalisat (englisch) |
| Großbritannien (8) | Eton College Library                                                   | 23         | 2 Bände | Papier    | |
| Großbritannien (8) | Lambeth Palace Library                                                 | 20         | 2. Band | Pergament | |
| Großbritannien (8) | British Library, London                                                | 19         | 2 Bände | Pergament | |
| Großbritannien (8) | British Library, London                                                | 21         | 2 Bände | Papier    | |
| Großbritannien (8) | John Rylands Library, Manchester                                       | 25         | 2 Bände | Papier    | |
| Großbritannien (8) | Bodleian Library, Oxford                                               | 24         | 2 Bände | Papier    | |
| Japan (1)          | Keio University, Tokio                                                 | 45         | 1. Band | Papier    | Digitalisat (englisch) |
| Österreich (1)     | Österreichische Nationalbibliothek, Wien                               | 27         | 2 Bände | Papier    | Digitalisat |
| Polen (1)          | Biblioteka Seminarium Duchownego, Pelplin                              | 28         | 2 Bände | Papier    | Digitalisat Band 1 und Band 2 im Internet Archive (polnisch) |
| Portugal (1)       | Biblioteca Nacional de Portugal, Lissabon                              | 29         | 2 Bände | Papier    | |
| Russland (2)       | Bibliothek der Lomonossow-Universität, Moskau                          | 49         | 2 Bände | Papier    | Exemplar aus der Universitätsbibliothek Leipzig |
| Russland (2)       | Russische Staatsbibliothek, Moskau                                     | 48         | 2 Bände | Pergament | Provenienz: Deutsches Buch- und Schriftmuseum Digitalisat |
| Schweiz (1)        | Bibliotheca Bodmeriana, Cologny                                        | 30         | 2 Bände | Papier    | |
| Spanien (2)        | Biblioteca Pública del Estado, Burgos                                  | 31         | 2 Bände | Papier    | |
| Spanien (2)        | Biblioteca Universitaria y Provincial, Sevilla                         | 32         | 2. Band | Papier    | Digitalisat (spanisch) |
| USA (11)           | University of Texas at Austin                                          | 39         | 2 Bände | Papier    | Digitalisat (englisch) |
| USA (11)           | Indiana University Bloomington                                         | 46         | 1 Band  | Papier    | Neues Testament, 116 Seiten |
| USA (11)           | Widener Library, Harvard University, Cambridge, Massachusetts          | 40         | 2 Bände | Papier    | |
| USA (11)           | Beinecke Library, Yale University, New Haven, Connecticut              | 41         | 2 Bände | Papier    | Provenienz: Stiftsbibliothek Melk |
| USA (11)           | Morgan Library & Museum, New York City                                 | 37         | 2 Bände | Pergament | Digitalisat Altes Testament (englisch) |
| USA (11)           | Morgan Library & Museum, New York City                                 | 38         | 2 Bände | Papier    | |
| USA (11)           | Morgan Library & Museum, New York City                                 | 44         | 1. Band | Papier    | |
| USA (11)           | Public Library, New York City                                          | 42         | 2 Bände | Papier    | Provenienz: James Lenox |
| USA (11)           | Scheide Library, Princeton, New Jersey                                 | 43         | 2 Bände | Papier    | |
| USA (11)           | Huntington Library, San Marino, Kalifornien                            | 36         | 2 Bände | Pergament | |
| USA (11)           | Library of Congress, Washington D.C.                                   | 35         | 3 Bände | Pergament | Provenienz: Kloster St. Blasien, dann das Nachfolgekloster Kloster St. Paul im Lavanttal. 1926 Verkauf unter Abt Richard Strelli durch Otto Vollbehr an die Library of Congress. Digitalisat (englisch) |
| Vatikanstadt (2)   | Biblioteca Apostolica Vaticana                                         | 33         | 2 Bände | Pergament | |
| Vatikanstadt (2)   | Biblioteca Apostolica Vaticana                                         | 34         | 1 Band  | Papier    | |

Gutenberg-Bibel in der Library of Congress in Washington
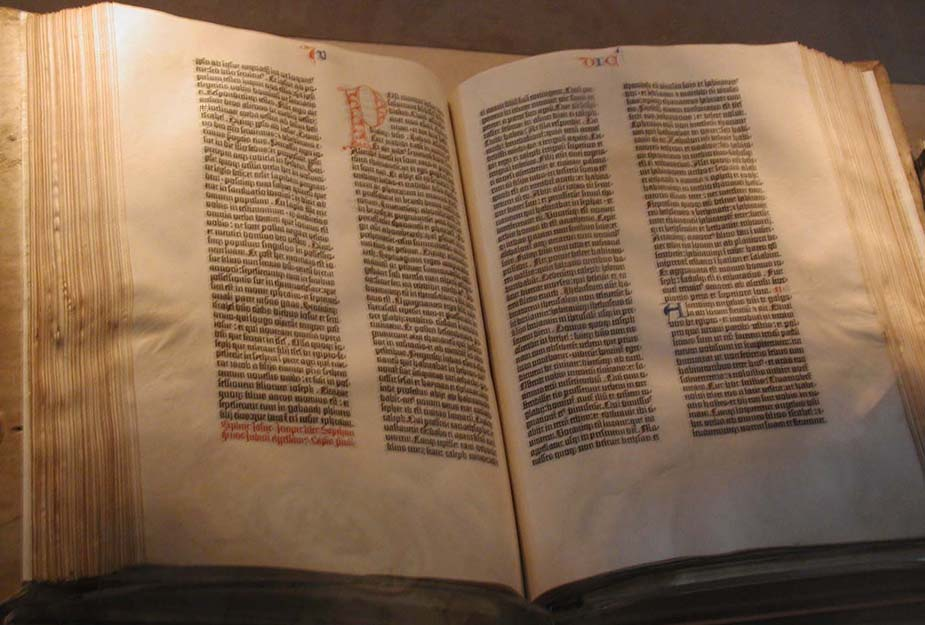
Blick in einen Band
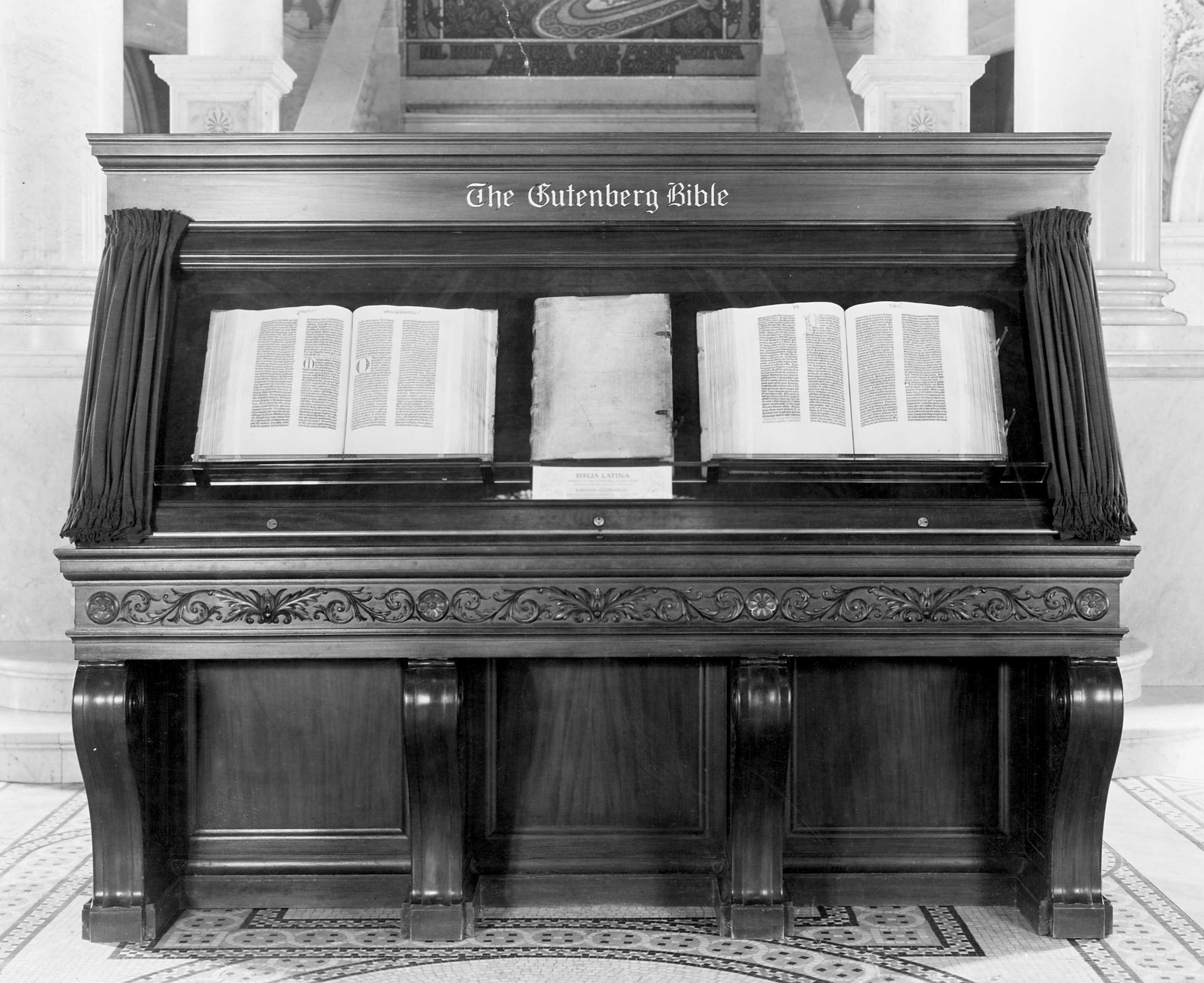
Vitrine mit den drei Bänden (1944)

## Versteigerungen

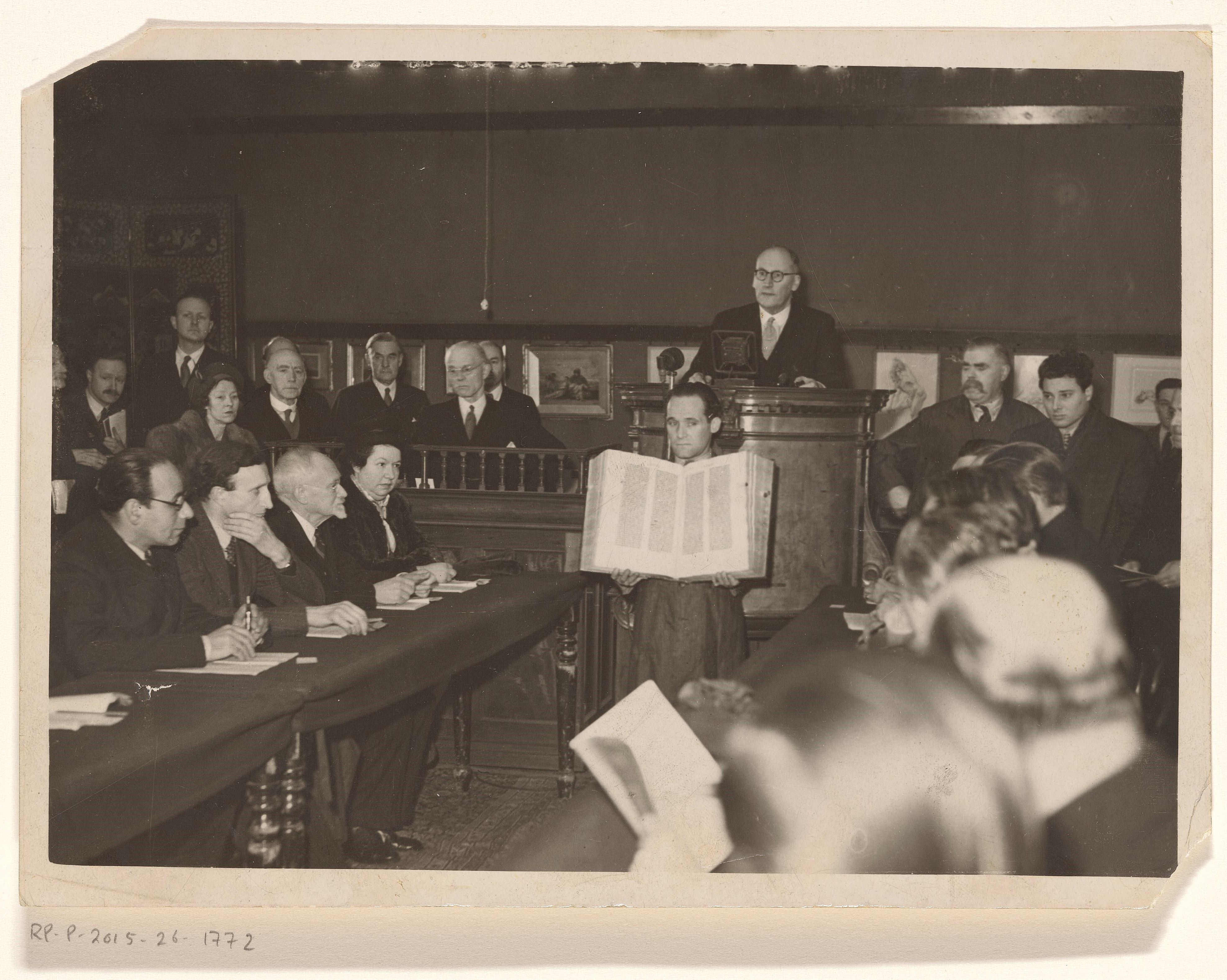
Versteigerung einer Gutenberg-Bibel bei Sotheby’s 1947

1947 wurde eine Gutenberg-Bibel aus der Sammlung von Charles William Dyson Perrins bei Sotheby’s versteigert.
1978 ersteigerte das Land Baden-Württemberg bei einer Auktion in New York durch den Antiquar Bernd Breslauer für rund vier Millionen Deutsche Mark die Gutenberg-Bibel, die sich heute in der Württembergischen Landesbibliothek befindet. Es war der höchste Preis, der bis dahin für ein Buch gezahlt worden war.
1987 ersteigerte das japanische Buchhandelsunternehmen Maruzen Co. Ltd. (Tokio) einen Band aus dem Besitz der amerikanischen Sammlerin Estelle Doheny für 4,9 Millionen US-Dollar (die Frankfurter Rundschau nannte damals den Preis von 5,39 Millionen US-Dollar).